# Megachile pamirensis
Megachile pamirensis är en biart som beskrevs av Cockerell 1911. Megachile pamirensis ingår i släktet tapetserarbin, och familjen buksamlarbin. Inga underarter finns listade i Catalogue of Life.